# Aeronautica militare della Guinea Equatoriale
L'Aeronautica militare della Guinea Equatoriale (in spagnolo Fuerza Aérea de Guinea Ecuatorial), è l'aeronautica della Guinea Equatoriale e parte integrante delle Forze armate della Guinea Equatoriale.

## Aeromobili in uso
Sezione aggiornata annualmente in base al World Air Force di Flightglobal del corrente anno. Tale dossier non contempla UAV, aerei da trasporto VIP ed eventuali incidenti accorsi durante l'anno della sua pubblicazione. Modifiche giornaliere o mensili che potrebbero portare a discordanze nel tipo di modelli in servizio e nel loro numero rispetto a WAF, vengono apportate in base a siti specializzati, periodici mensili e bimestrali. Tali modifiche vengono apportate onde rendere quanto più aggiornata la tabella.
| Aeromobile                        | Origine     | Tipo                                           | Versione (denominazione locale) | In servizio (2024) | Note | Immagine |
| Aerei da combattimento            |             |                                                |                                 |                    | |          |
| Sukhoi Su-25 Frogfoot             | Russia      | aereo da attacco al suoloconversione operativa | Su-25KSu-25UBK                  | 2                  | 2 Su-25K e 2 Su-25UBK consegnati tra il 2007 e il 2009.                                                                      |          |
| Aerei da pattugliamento marittimo |             |                                                |                                 |                    | |          |
| CASA C-295                        | Spagna      | aereo da pattugliamento marittimo              | C-295 MPA                       | 1                  | 1 C-295 MPA ordinato nel 2016 ed in servizio al luglio 2021.                                                                 |          |
| Aerei da trasporto                |             |                                                |                                 |                    | |          |
| IlyushinIl-76 Candid              | Russia      | aereo da trasporto                             | Il-76TD                         | 1                  | 1 Il-76TD precedentemente utilizzato dal Governo, poi passato all'aeronautica.                                               |          |
| Let L 410 Turbolet                | Rep. Ceca   | aereo da trasporto                             | L 410                           | 2                  | |          |
| Boeing 737                        | Stati Uniti | aereo da trasporto VIP                         | B737-7FB (BBJ)                  | 1                  | 1 B737-7FB (BBJ) consegnato nel 2003.                                                                                        |          |
| Boeing 777                        | Stati Uniti | aereo da trasporto VIP                         | B777-200LR                      | 1                  | 1 esemplare consegnato nel 2017.                                                                                             |          |
| CASA C-295                        | Spagna      | aereo da trasporto                             | C-295                           | 1                  | 1 C-295 ordinato nel 2016 ed in servizio al luglio 2021.                                                                     |          |
| Cessna 337 Super Skymaster        | Stati Uniti | aereo da collegamento                          | Ce 337                          | 1                  | 1 Cessna 337 Super Skymaster consegnato.                                                                                     |          |
| Embraer ERJ 145                   | Brasile     | aereo da trasporto VIP                         | ERJ 145EP                       | 1                  | 1 ERJ 145EP consegnato. |          |
| Antonov An-32 Cline               | Ucraina     | aereo da trasporto                             | An-32                           | 1                  | |          |
| Antonov An-72 Coaler-C            | Ucraina     | aereo da trasporto                             | An-72P                          | 2                  | 2 An-72P consegnati, in organico al luglio 2021, ma probabilmente non operativi ed interessati da un programma di revisione. |          |
| Dassault Falcon 900               | Francia     | aereo da trasporto VIP                         | Falcon 900B                     | 1                  | 1 Falcon 900B consegnato. |          |
| Aerei da addestramento            |             |                                                |                                 |                    | |          |
| Aero L-39 Albatros                | Rep. Ceca   | aereo da addestramento                         | L-39C                           | 2                  | 2 L-39C consegnati. |          |
| Elicotteri                        |             |                                                |                                 |                    | |          |
| Mil Mi-24 Hind                    | Russia      | elicottero d'attacco                           | Mi-24VMi-24P                    | 7                  | 7 tra Mi-24V e Mi-24P ex ucraini consegnati.                                                                                 |          |
| Mil Mi-172 Hip                    | Russia      | elicottero da trasporto VIP                    | Mi-172                          | 4                  | 2 Mi-172 consegnati nel 2006, più ulteriori 2 esemplari consegnati a novembre 2018, tutti in allestimento da trasporto VIP.  |          |
| Mil Mi-26 Halo                    | Russia      | elicottero da trasporto pesante                | Mi-26                           | 1                  | 1 Mi-26 consegnato, in organico, non operativo, ma in fase di revisione.                                                     |          |
| Kamov Ka-29 Helix-C               | Russia      | elicottero utility                             | Ka-29                           | 1                  | 1 Ka-29 Helix-C consegnato dall'Ucraina nel 2009.                                                                            |          |
| Agusta A.109 Hirundo              | Italia      | elicottero utility                             | A.109A                          | 1                  | 1 A.109A consegnato. |          |
| Harbin Z-9 Haitun                 | Cina        | elicottero d'attacco leggero                   | Z-9WE                           | 2                  | 2 Z-9WE consegnati ad aprile 2024.                                                                                           |          |
| Enstrom TH-28 Guardian            | Stati Uniti | elicottero da osservazione                     | TH-28 Guardian                  | 1                  | 1 TH-28 consegnato. |          |
| Bell 206                          | Stati Uniti | elicottero utility                             | Bell 206                        | 1                  | |          |

## Aeromobili ritirati
- Yakovlev Yak-40 Codling
- Mikoyan-Gurevich MiG-17F Fresco-C - 4 esemplari.[2]
- Antonov An-32 Cline